# Сентябрське сільське поселення
Сентя́брське сільське поселення (рос. Сентябрьское сельское поселение) — сільське поселення у складі Нефтеюганського району Ханти-Мансійського автономного округу Тюменської області Росії.
Адміністративний центр та єдиний населений пункт — селище Сентябрський.
Населення сільського поселення становить 1573 особи (2017; 1505 у 2010, 3012 у 2002).
Станом на 2002 рік селище Сентябрський перебувало у складі Усть-Юганської сільської ради.